# Magasin de jouets

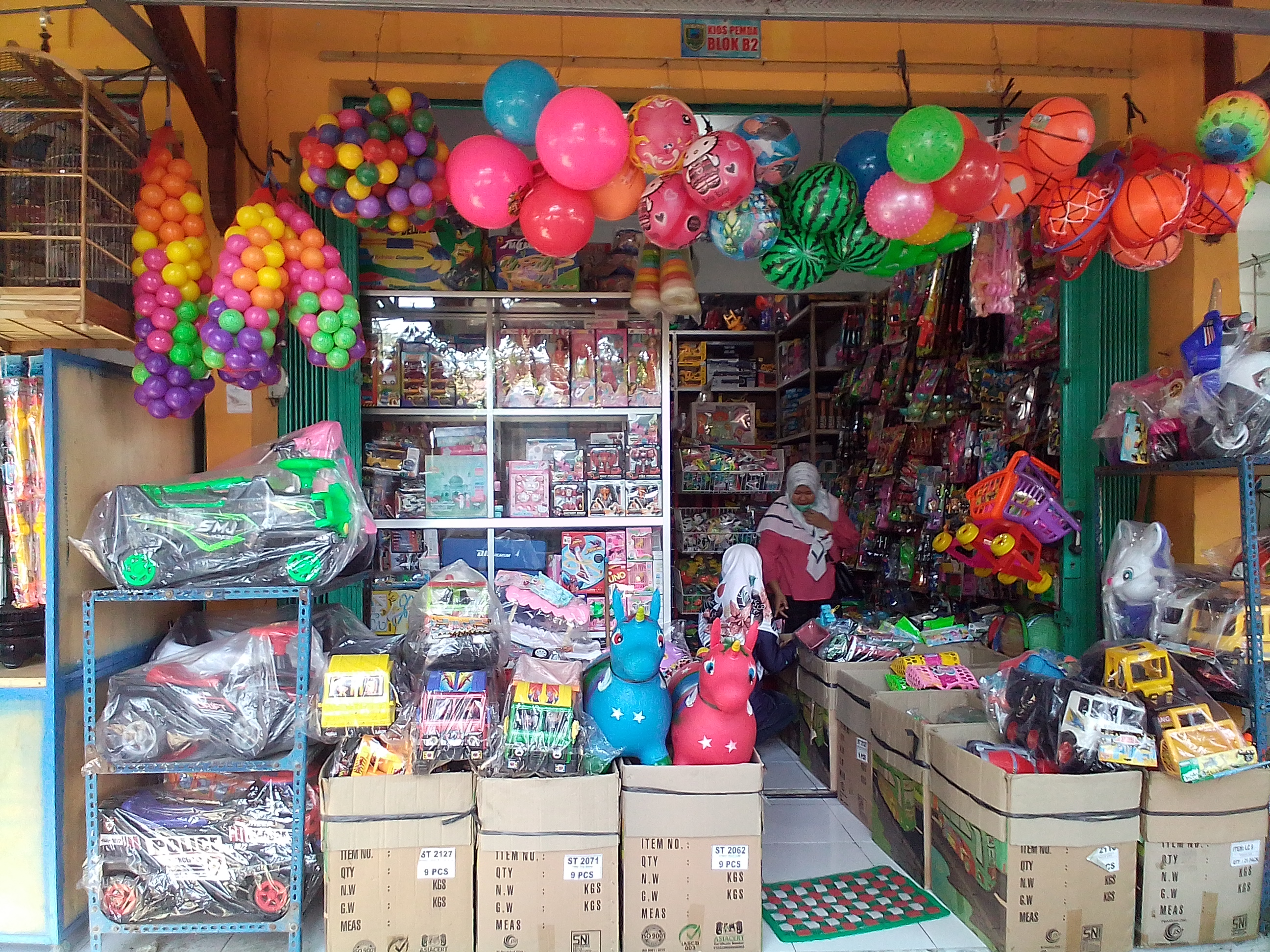
Magasin De Jouets Dans Kabupaten de Kebumen.Jawa Tengah.Indonésie

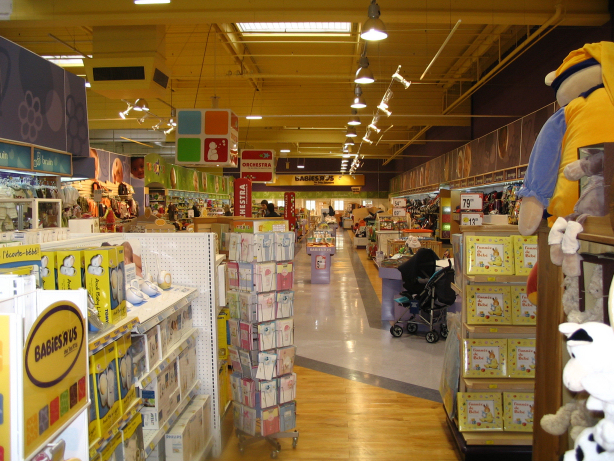
Intérieur du magasin Babies "R" Us d'Englos.

Un magasin de jouets est un type de commerce de détail où sont vendus des jouets. Ils peuvent être indépendants, comme Hamleys à Londres ou Youpi à Rabat, ou être organisés en réseaux, parmi lesquels on peut citer FAO Schwarz et Toys "R" Us aux États-Unis, JouéClub et King Jouet en France, ou encore Franz Carl Weber en Suisse. S'ajoutent en amont des revendeurs de type grossistes comme la société De Neuter partenaire du groupe Ludendo et présente depuis 1954 dans le monde du jouets.
Les magasins de jouets peuvent prendre la forme de grandes surfaces ou être de taille plus modeste. Certains sont spécialisés dans un domaine de jouets comme les briques de bois : la société Kapla, ou dans une tranche d'âge (On sait que Lego vise une clientèle moyenne de 7-12 ans par exemple).